# Indigofera velutina
Indigofera velutina är en ärtväxtart som beskrevs av Ernst Meyer. Indigofera velutina ingår i släktet indigosläktet, och familjen ärtväxter. Inga underarter finns listade i Catalogue of Life.